# Club Disco
Club Disco è il quinto album in studio della cantante australiana Dannii Minogue, pubblicato nel 2007. 

## Tracce
1. Touch Me Like That (vs. Jason Nevins) – 3:28
2. Feel Like I Do (JCA Remix) – 3:51
3. Perfection (con Soul Seekerz; 12" Mix) – 6:25
4. You Won't Forget About Me (vs. Flower Power) – 3:44
5. Love Fight – 3:05
6. I'm Sorry – 3:25
7. Gone – 3:57
8. So Under Pressure – 3:53
9. Good Times (The Fourty4s' 7" Mix) – 4:09
10. Sunrise – 3:31
11. He's the Greatest Dancer (LMC Radio Edit) – 3:05
12. I Can't Sleep at Night – 3:28
13. I Will Come to You – 3:54
14. I've Been Waiting for You – 4:36
15. Round the World – 3:33
16. Do You Believe Me Now? (con Roger Sanchez) – 4:10
17. Xanadu – 5:44
18. You Won't Forget About Me (Afterlife Lounge Mix Edit) – 3:36
19. I Can't Sleep at Night (Afterlife Lounge Mix Edit) – 5:44